# Жовтець золотистий
Жовтець золотистий (Ranunculus auricomus) — вид трав'янистих рослин родини жовтецеві (Ranunculaceae), поширений в Євразії й Північній Америці. Етимологія: лат. auris — «вухо», грец. κομη — «волосся».

## Таксономічні нотатки
Ranunculus auricomus комплекс з більш ніж 400 описаними видами або мікровидами головним чином ув Європі є одним з найбільших європейських комплексів і є реальною проблемою для таксономістів і ботаніків.
На архіпелазі Шпіцберген локально зростає представник цього комплексу, який за твердженнями авторів відрізняється від інших кількома характеристиками як у зовнішньому вигляді, так і в екології, і він не схожий на будь-який з відомих видів з Нової Землі або Ґренландії. Рослина там відома під назвою Ranunculus wilanderi (Nath.) Á. & D. Löve.

## Морфологічна характеристика
Це багаторічні трав'янисті рослини заввишки 20–45 см. Коріння ниткоподібне, товщиною 0.2-0.6 мм. Стебла прямостійні або висхідні, голі, кожне з 1–4 квітами. Прикореневі листя стійкі, пластини ниркоподібні, 3-дольні, 1.2–2.8 × 1.6–4.6 см, сегменти знову лопатеві, краї зубчаста, вершини сегментів закруглені. Квіти золотисто-жовті, 1.5–2 см в діаметрі. Квітконіжки притиснуто-запушені. Чашолистки 4–7 × 2.5–4 мм, нижні поверхні бідно волосисті, волоски безбарвні. Пелюсток 5, 6–10(15) × 5–9 мм. Голови сім'янок від кулястих до короткого-яйцеподібних, 5–8 × 5–6 мм; сім'янки 2–2.2 × 1.8–2 мм. 2n = 16.

## Поширення
Північна Америка (Ґренландія); Євразія (Росія [західний Сибір і європейська частина], Білорусь, Естонія, Латвія, Литва, Україна, Австрія, Бельгія, Чехія, Німеччина, Угорщина, Нідерланди, Польща, Словаччина, Швейцарія, Данія, Фінляндія, Ісландія, Ірландія, Норвегія, Швеція, Велика Британія, Албанія, Боснія і Герцеговина, Болгарія, Хорватія, Греція, Італія, Македонія, Чорногорія, Румунія, Сербія, Словенія, Франція, Іспанія). Населяє вологі арктичні чагарники або трав'янисті площі, вологі й багаті луки, широколисті ліси, листяні ліси, береги, парки, пасовища.
В Україні зростає в лісах, по узліссях, на луках — у Карпатах, Поліссі, лісостепу звичайний вид; у степу спорадично; в Криму дуже рідко (Демерджі-яйла). Входить до списку рослин, які потребують охорони на територіях Дніпропетровської, Донецької, Луганської областей.

## Галерея

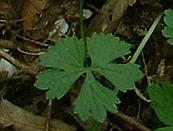
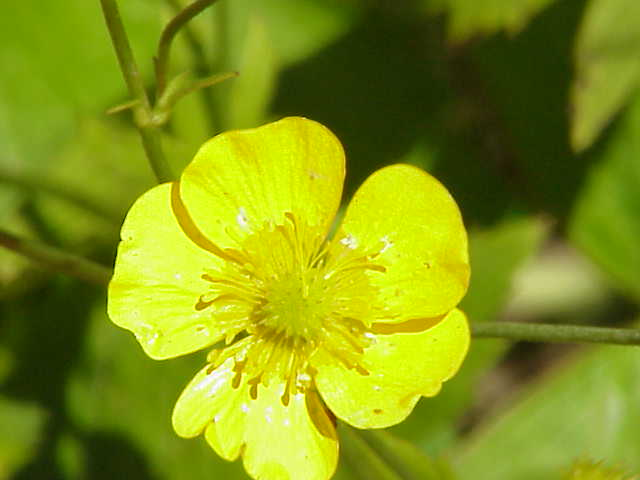
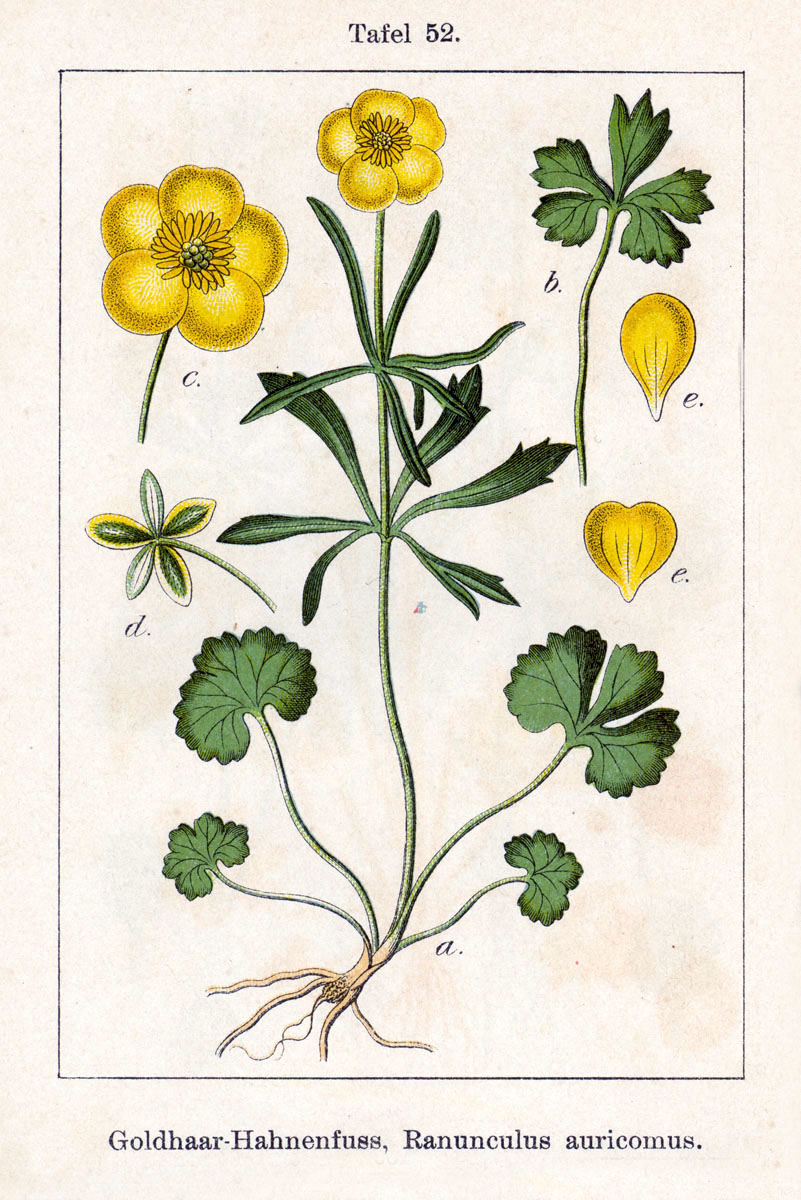